# Guénestroff
Guénestroff (deutsch Genesdorf) ist ein Ortsteil der 1973 gebildeten Gemeinde Val-de-Bride im Département Moselle in der französischen Region Grand Est (bis 2015 Lothringen), die durch Zusammenlegung der beiden bis dahin eigenständigen Dörfer Kerprich-lès-Dieuze (Kerprich bei Duß) und Guénestroff entstanden ist.

## Geographie
Die Ortschaft liegt 62 Kilometer südöstlich von Metz, 17 Kilometer östlich von Château-Salins und anderthalb Kilometer nordwestlich von Dieuze an einem Bach, der sie von der Gemarkung des Nachbarorts Kerprich-lès-Dieuze trennt, im Regionalen Naturpark Lothringen.

## Geschichte
Die Ortschaft gehörte im Mittelalter zum Herzogtum Lothringen. Schon 1285 war das Kloster Vergaville hier begütert.
Durch den Frankfurter Frieden vom 10. Mai 1871 kam die Region an das deutsche Reichsland Elsaß-Lothringen, und das Dorf wurde dem Kreis Château-Salins im Bezirk Lothringen zugeordnet. Die Dorfbewohner betrieben Getreide-, Obst- und Weinbau. Auf dem Gemeindegebiet gab es eine Mühle und eine Leimfabrik.
Nach dem Ersten Weltkrieg musste die Region aufgrund der Bestimmungen des Versailler Vertrags 1919 an Frankreich abgetreten werden. Im Zweiten Weltkrieg war die Region von der deutschen Wehrmacht besetzt.
Am 1. März 1973 erfolgte die Zusammenlegung der Ortschaft mit dem Nachbardorf Kerprich-lès-Dieuze (Kerprich bei Duß) zur Gründung der neuen Gemeinde Val-de-Bride.

### Demographie
| Jahr | Einwohner | Anmerkungen                                                                                              |
| ---- | --------- | --- |
| 1793 | 351       | [ 2 ] |
| 1800 | 356       | [ 2 ] |
| 1806 | 452       | [ 2 ] |
| 1821 | 454       | [ 2 ] |
| 1831 | 493       | [ 2 ] |
| 1861 | 508       | [ 2 ] [ 3 ]                                                                                              |
| 1871 | 506       | auf einer Fläche von 473 ha, in 104 Häusern mit 138 Familien, darunter sechs Evangelische                |
| 1885 | 501       | [ 5 ] [ 6 ]                                                                                              |
| 1890 | 518       | in 117 Häusern mit 132 Haushaltungen, davon 509 Katholiken, fünf Protestanten und vier sonstige Christen |
| 1995 | 484       | am 2. Dezember                                                                                           |
| 1910 | 429       | am 1. Dezember                                                                                           |
| 1921 | 341       | [ 2 ] |
| 1931 | 331       | [ 2 ] |
| 1946 | 270       | [ 2 ] |
| 1954 | 305       | [ 2 ] |
| 1962 | 332       | [ 2 ] |
| 1968 | 407       | [ 2 ] |